# Choroby neurologiczne
Choroby neurologiczne – wszystkie choroby związane z nieprawidłowym organicznym funkcjonowaniem ośrodkowego układu nerwowego i obwodowego układu nerwowego. Diagnostyką i leczeniem takich chorób zajmują się lekarze neurolodzy.
Do chorób neurologicznych należą m.in.:
- padaczka
- stwardnienie zanikowe boczne
- choroba i zespół Parkinsona (zespół parkinsonowski)
- choroba Alzheimera
- choroba Huntingtona
- choroba Creutzfeldta-Jakoba
- zespół Guillaina-Barrégo
- stwardnienie rozsiane
- migrena
- klasterowy ból głowy
- udar mózgu
- zapalenie opon mózgowych
- encefalopatia wątrobowa
- syndrom Tourette'a[1]